# Kasper Schmeichel
Kasper Peter Schmeichel (Kopenhagen, 5 november 1986) is een Deens voetballer die speelt als doelman. Met Leicester City werd hij in 2016 verrassend kampioen in de Engelse Premier League. Sinds juli 2024 speelt de doelman voor het Schotse Celtic. Schmeichel debuteerde in 2011 in het Deens voetbalelftal. Hij is de zoon van oud-international Peter Schmeichel.

## Carrière

### Manchester City
Schmeichel begon zijn carrière bij Manchester City, maar brak daar nooit door. In zijn eerste twee seizoenen werd hij uitgeleend aan achtereenvolgens Darlington, Bury en Falkirk. Bij Bury, dat uitkwam in de League Two, was hij een jaar lang de eerste doelman en ook bij Falkirk, uitkomend in de hoogste Schotse competitie, was hij zeker van een basisplaats.
In het seizoen 2007/08 was hij de eerste zeven speelrondes de eerste doelman van Manchester City. Hij debuteerde tegen West Ham United en hield een clean sheet tegen Manchester United, de rivaal van zijn club City en zijn favoriete team in zijn jeugd, tevens de club van zijn vader Peter Schmeichel. In de wedstrijd tegen Arsenal FC stopte hij een penalty van Robin van Persie en werd hij ondanks de 1-0 nederlaag uitgeroepen tot Man of the Match.
In oktober van datzelfde seizoen werd hij uitgeleend aan Championship-team Cardiff City. Door het vertrek van tweede Manchester City-doelman Andreas Isaksson werd Schmeichel teruggeroepen. In maart werd hij opnieuw uitgeleend, ditmaal aan Coventry City. Die zomer liet zowel Kasper als zijn vader Peter Schmeichel weten dat hij ongelukkig was bij Manchester City. Toch zat hij dat seizoen uit als reservedoelman van City.

### Notts County
Op 14 augustus 2009 werd bekend dat Schmeichel had getekend voor League Two-team Notts County. Hij kreeg dat seizoen slechts 29 goals tegen in 43 wedstrijden en hield 24 keer de nul. Ze werden dat jaar kampioen van de League Two en promoveerde naar de League One. Na die prijs maakte Notts County bekend dat het Schmeichel ondanks zijn nog vier jaar durende contract zou laten gaan, vanwege zijn hoge salaris.

### Leeds United
Op 27 mei 2010 maakte Leeds United bekend dat het Schmeichel voor twee jaar had aangetrokken, hoewel meerdere Premier League- en Bundesliga-teams interesse zouden hebben. Op 27 juni 2011 maakte Leeds bekend dat het een transfersom van Leicester City op Schmeichel had geaccepteerd. De keeper was daardoor verrast, omdat hij bij Leeds wilde blijven.

### Leicester City
Schmeichel tekende in juni 2011 een driejarig contract bij Leicester City, waar Sven-Göran Eriksson, die hij kende van zijn periodes bij Manchester City en Notts County, de trainer was. In zijn eerste seizoen werd hij uitgeroepen tot de club's Player of the Year. In zijn tweede seizoen werd hij opgenomen in het Championship PFA Team of the Year, samen met teamgenoot Wes Morgan. In het seizoen 2012/13 incasseerde Schmeichel 48 tegendoelpunten in 46 wedstrijden. Leicester City eindigde op de zesde plaats in de Championship, wat een plek in de play-offs opleverde. Daarin werd het in de halve finale uitgeschakeld door Watford. In zijn derde seizoen werd Leicester kampioen van de Championship en dwong het promotie af naar de Premier League. Schmeichel hield dat seizoen negen keer de nul in een periode van 19 wedstrijden tussen december en april waarin niet verloren werd.
Met een veertiende plek overleefde Leicester City hun eerste seizoen in de Premier League. Die zomer werd Claudio Ranieri aangesteld als nieuwe trainer en hij leidde Leicester naar een historische Premier League-winst, voor de eerste keer in de geschiedenis dat Leicester de hoogste Engelse competitie won. Schmeichel hield veertien clean sheets en werd op 12 mei 2016 kampioen. Met zijn 29 jaar was hij op dat moment even oud als toen zijn vader in 1993 zijn eerste Premier League won met Manchester United.
In de zomer die erop volgde verlengde Schmeichel zijn contract tot de zomer van 2021, wat in augustus 2018 werd verlengd tot de zomer van 2023.

### OGC Nice
In de zomer van 2022 vertrok Schmeichel transfervrij naar het Franse OGC Nice waar hij een driejarig contract kreeg. In zijn eerste seizoen speelde hij er 46 wedstrijden, maar verloor uiteindelijk zijn plaats als vaste doelman aan de Pool Marcin Bułka. In onderling overleg werd zijn contract op 1 september 2023 verbroken.

### RSC Anderlecht
Op 5 september 2023 kreeg de 36-jarige Schmeichel bij de Belgische club RSC Anderlecht een contract voor een jaar met een optie voor een extra jaar. In het seizoen 2023/24  speelde hij 31 wedstrijden voor de Brusselse club en hield acht keer de nul.

### Celtic FC
Na slechts één seizoen vertrok Schmeichel bij Anderlecht en tekende op 18 juli 2024 een contract voor een jaar bij de Schotse topclub Celtic FC.

## Clubstatistieken
| Seizoen | Club            | Land               | Competitie           | Competitie | Competitie | Beker | Beker | Internationaal | Internationaal | Totaal | Totaal |
| Seizoen | Club            | Land               | Competitie           | Wed.       | Dlp.       | Wed.  | Dlp.  | Wed.           | Dlp.           | Wed.   | Dlp.   |
| ------- | --------------- | ------------------ | -------------------- | ---------- | ---------- | ----- | ----- | -------------- | -------------- | ------ | ------ |
| 2005/06 | → Darlington    | Vlag van Engeland  | League Two           | 4          | 0          | 0     | 0     | —              | —              | 4      | 0      |
| 2005/06 | → Bury          | Vlag van Engeland  | League Two           | 15         | 0          | 0     | 0     | —              | —              | 15     | 0      |
| 2006/07 | → Bury          | Vlag van Engeland  | League Two           | 14         | 0          | 0     | 0     | —              | —              | 14     | 0      |
| 2006/07 | → Falkirk       | Vlag van Schotland | Premier League       | 10         | 0          | 0     | 0     | —              | —              | 10     | 0      |
| 2007/08 | Manchester City | Vlag van Engeland  | Premier League       | 7          | 0          | 0     | 0     | —              | —              | 7      | 0      |
| 2007/08 | → Cardiff City  | Vlag van Engeland  | Championship         | 14         | 0          | 0     | 0     | —              | —              | 14     | 0      |
| 2007/08 | → Coventry City | Vlag van Engeland  | Championship         | 9          | 0          | 0     | 0     | —              | —              | 9      | 0      |
| 2008/09 | Manchester City | Vlag van Engeland  | Premier League       | 1          | 0          | 1     | 0     | 1              | 0              | 3      | 0      |
| 2009/10 | Notts County    | Vlag van Engeland  | League Two           | 43         | 0          | 5     | 0     | —              | —              | 48     | 0      |
| 2010/11 | Leeds United    | Vlag van Engeland  | Championship         | 37         | 0          | 3     | 0     | —              | —              | 40     | 0      |
| 2011/12 | Leicester City  | Vlag van Engeland  | Championship         | 46         | 0          | 6     | 0     | —              | —              | 52     | 0      |
| 2012/13 | Leicester City  | Vlag van Engeland  | Championship         | 48         | 0          | 5     | 0     | —              | —              | 53     | 0      |
| 2013/14 | Leicester City  | Vlag van Engeland  | Championship         | 46         | 0          | 5     | 0     | —              | —              | 51     | 0      |
| 2014/15 | Leicester City  | Vlag van Engeland  | Premier League       | 24         | 0          | 0     | 0     | —              | —              | 24     | 0      |
| 2015/16 | Leicester City  | Vlag van Engeland  | Premier League       | 38         | 0          | 2     | 0     | —              | —              | 40     | 0      |
| 2016/17 | Leicester City  | Vlag van Engeland  | Premier League       | 30         | 0          | 3     | 0     | 8              | 0              | 41     | 0      |
| 2017/18 | Leicester City  | Vlag van Engeland  | Premier League       | 33         | 0          | 2     | 0     | —              | —              | 35     | 0      |
| 2018/19 | Leicester City  | Vlag van Engeland  | Premier League       | 38         | 0          | 0     | 0     | —              | —              | 38     | 0      |
| 2019/20 | Leicester City  | Vlag van Engeland  | Premier League       | 38         | 0          | 6     | 0     | —              | —              | 44     | 0      |
| 2020/21 | Leicester City  | Vlag van Engeland  | Premier League       | 31         | 0          | 3     | 0     | 6              | 0              | 40     | 0      |
| 2021/22 | Leicester City  | Vlag van Engeland  | Premier League       | 37         | 0          | 2     | 0     | 14             | 0              | 53     | 0      |
| 2022/23 | OGC Nice        | Vlag van Frankrijk | Ligue 1              | 36         | 0          | 1     | 0     | 9              | 0              | 46     | 0      |
| 2023/24 | RSC Anderlecht  | Vlag van België    | Eerste klasse A      | 31         | 0          | 1     | 0     | —              | —              | 32     | 0      |
| 2024/25 | Celtic          | Vlag van Schotland | Scottish Premiership | 30         | 0          | 6     | 0     | 10             | 0              | 46     | 0      |
| Totaal  | Totaal          | Totaal             | Totaal               | 660        | 0          | 51    | 0     | 48             | 0              | 759    | 0      |

## Interlandcarrière
Schmeichel was derde doelman van Denemarken op het Europees kampioenschap 2012, nadat Thomas Sørensen moest afzeggen met een blessure.
Op het wereldkampioenschap 2018 behaalde Schmeichel met Denemarken de tweede ronde. In de wedstrijd speelde hij een hoofdrol door diep in de verlenging een penalty van Luka Modrić te stoppen. In de penaltyserie stopte Schmeichel ook twee strafschoppen, maar dit had weinig toegevoegde waarde aangezien Denemarken drie penalty's miste. Hij werd op 30 mei 2024 door Kasper Hjulmand opgenomen in de Deense selectie voor het EK 2024 in Duitsland. Denemarken speelde in de groepsfase gelijk Slovenië, Engeland en Servië, waarna het in de achtste finales werd uitgeschakeld door gastland Duitsland (2–0). Schmeichel miste op het toernooi geen minuut aan speeltijd.

## Erelijst
Notts County
- Football League Two: 2009/10

 Leicester City
- Premier League: 2015/16
- Football League Championship: 2013/14
- FA Cup: 2020/21
- FA Community Shield: 2021

Individueel
- Deens voetballer van het jaar (Årets Fodboldspiller i Danmark): 2016, 2017, 2019, 2020
- Dansk Fodbold Forbunds pris: 2015
- Football League – Team of the Decade: 2005–2015
- PFA Team of the Year: 2009/10 League Two, 2012/13 Championship, 2013/14 Championship
- Football League Two – Player of the Month: oktober 2009
- Football League Two – Golden Glove: 2009/10
- PFA League Two Fans' Player of the Year: 2009/10
- Leicester City – Player of the Season: 2011/12, 2016/17
- Leicester City Player's – Player of the Season: 2011/12, 2016/17
- Leicester City Supporters' Club – Player of the Season: 2011/12
- Leicester City Champagne – Moment of the Season: 2012/13

## Persoonlijk
Hij is de zoon van oud-doelman Peter Schmeichel.